# Espejo de paciencia
Espejo de paciencia (Lustro cierpliwości) – epos hiszpańskiego barokowego poety Silvestra de Balboa, uważany za pierwsze dzieło literatury kubańskiej.
Poemat Espejo de paciencia został wydany w 1608 roku. Jest ułożony zasadniczo oktawą (octava real), czyli strofą ośmiowersową rymowaną abababcc, pisaną jedenastozgłoskowcem. Składa się z 145 strof. Główny tekst poematu poprzedzony jest kilkoma sonetami i zakończony motetem. Utwór opowiada autentyczną historię, jaka wydarzyła się na Kubie na początku siedemnastego wieku. Teren ten był miejscem działania piratów. Jeden z nich, Francuz Gilberto Giron (Gilbert Giraud w brzmieniu francuskim) wziął do niewoli biskupa Juana de las Cabezas Altamirano i zażądał za niego wysokiego okupu i dostawy żywności dla piratów. Miejscowi ludzie, dowodzeni przez Gregoria Ramosa, w odpowiedzi chwycili za broń i przeciwstawili się morskiemu rabusiowi. Pirat został pokonany i zginął z ręki czarnoskórego niewolnika imieniem Salvador. Odcięta głowa rozbójnika została zatknięta na pikę i triumfalnie wniesiona do miasta Bayamo. Utwór kończy się wyliczeniem biorących udział w powstaniu mieszczan z podaniem ich zasług.